# Panel-Show
Die Panel-Show ist ein Fernsehformat. Die Sendungen werden in Studios aufgezeichnet, wobei ein vorwiegend aus Prominenten bestehendes Team (das Panel) in erster Linie Quizaufgaben, die von einem Spielleiter gestellt werden, lösen muss. Es finden sich sowohl Panel-Shows, wo das gesamte Panel gemeinsam spielt, als auch Panel-Shows, wo das Panel zwei Gruppen bildet, die gegeneinander antreten. Seltener sind Sendungen, in denen die Gäste über die vom Leiter der Show vorgegebenen Themen diskutieren. Das Team und der Leiter der Show sitzen sich dabei an Tischen gegenüber, nur selten nimmt der Moderator seinen Platz in der Mitte der Runde des Teams ein.
Als eine der ersten Panel-Shows zählt hierbei der von Werner Höfer ab 1953 moderierte Internationale Frühschoppen sowie die von Robert Lembke ab 1955 geleitete Sendung Was bin ich?. Der überwiegende Teil der Panels gehört zunehmend den  Comedysendungen an. Die Teammitglieder sind zuweilen nicht an eine Sendung gebunden, sondern können stattdessen auch Mitglieder mehrerer Teams gleichzeitig sein.

## Bekannte Panel-Shows

### Deutsche humoristische Talk-Panel-Shows
- 7 Tage, 7 Köpfe (1996–2005, seit 2022)
- Blond am Freitag (2001–2007)

### Deutsche Quiz-Panel-Shows
- Was bin ich? (1955–1958, 1961–1989, 2000–2005)
- Sag die Wahrheit (1959–1971, 1986–1995, seit 2003)
- Kopf um Kopf (1972–1991)
- Ich trage einen großen Namen (1977–2023)[1]
- Dingsda (1985–1999, 2001–2002, 2018)
- Pssst … (1990–1995, 2007)
- Popclub (2002–2003)
- Genial daneben (2003–2011, 2017–2021, 2023)
- strassenstars (seit 2004)
- Dings vom Dach (2005–2019)
- Was denkt Deutschland? (2006–2007)
- Meister des Alltags (seit 2012)
- Kaum zu glauben! (seit 2014)

### Österreichische Quiz-Panel-Shows
- Was gibt es Neues? (seit 2004)

### Britische Quiz-Panel-Shows
- Never Mind the Buzzcocks (1996–2014)
- QI (seit 2003)
- Would I Lie to You? (seit 2007)